# Hélène Bouchet
Pour les articles homonymes, voir Bouchet.
Hélène Bouchet (née  à Cannes en 1980) est une danseuse  de ballet française qui a rejoint le Ballet de Hambourg en 1998. Elle devient première danseuse en 2005.

## Biographie
Bouchet  a étudié le ballet à l'École supérieure de danse de Cannes Rosella Hightower et à l'école nationale de danse de Marseille avec Raymond Franchetti et Dominique Khalfouni.
Après avoir dansé avec le Ballet national de Marseille Roland Petit, Bouchet a pris part au Casse-noisette de Derek Deane pour le ballet national anglais. En 1998, elle a rejoint le Ballet de Hambourg où elle est première danseuse depuis 2005. En plus de plusieurs  roles en solo, John Neumeier a créé pour elle Silvia dans les Préludes CV (2003), La Barbarina dans Mort à Venise (2003), Eurydice dans Orphée (2009) et Alma dans Purgatorio (2011),.
Son répertoire à Hambourg inclut Nina dans La Mouette, de Neumeier, la princesse dans La Petite Sirène et Desdémone dans Othello. En 2008, elle a joué  La Sylphide  de Pierre Lacotte dans le rôle principal et en 2010, dansé Marguerite dans La Dame aux Camélias de Neumeier .
Bouchet a dansé en tant qu’artiste invitée en Europe, au Japon et aux États-Unis. Elle a participé au Festival International de Vail, au Colorado, en 2009 et 2011 et au Festival Ballet du monde à Tokyo en 2009. Elle a également dansé au théâtre Mariinsky à Saint-Pétersbourg pour le concert de gala du 10e Festival international de ballet et a établi un partenariat  avec Roberto Bolle de la Scala de Milan. Bouchet danse également Les Gipsy tunes sur une musique de Pablo de Sarasate à Mougins (France) en 2013, avec sa sœur, Diane Bouchet, au violon. 
En tournée avec le Ballet de Hambourg en février 2014, elle a participé aux célébrations du 50e anniversaire du Ballet de Tokyo, dansant le rôle-titre dans Roméo et Juliette avec Thiago Bordin, également du ballet de Hambourg. Le Ballet de Hambourg s’installera  en Californie, États-Unis, où elle danse  Titania / Hippolyta dans le Songe d'une nuit  d’été avec le Ballet de San Francisco, elle interprète également la Princesse / Hélène dans La Petite Sirène au Segerstrom Center for the Arts de  Los Angeles.

## Prix
Bouchet a reçu la médaille d'argent au 20e Concours international de ballet de Varna en 2002.
En 2010, elle a reçu le prix Benois de la danse pour sa performance d'Eurydice dans Orphée.